# Anthomyza elbergi
Anthomyza elbergi är en tvåvingeart som beskrevs av Andersson 1976. Anthomyza elbergi ingår i släktet Anthomyza och familjen sumpflugor. Arten är reproducerande i Sverige. Inga underarter finns listade i Catalogue of Life.